# 席鳞蛇鳚
席鳞蛇鳚（学名：Ophidion asiro）为蛇鳚科蛇鳚属的鱼类，俗名鳞鼬、鳞鼬鱼。分布于日本南部三崎、熊野滩及高知冲等外海域以及台湾岛西南海域等，属于生活于水深约200米左右大陆棚海底的底层鱼类。该物种的模式产地在日本。